# Rathaus Potschappel

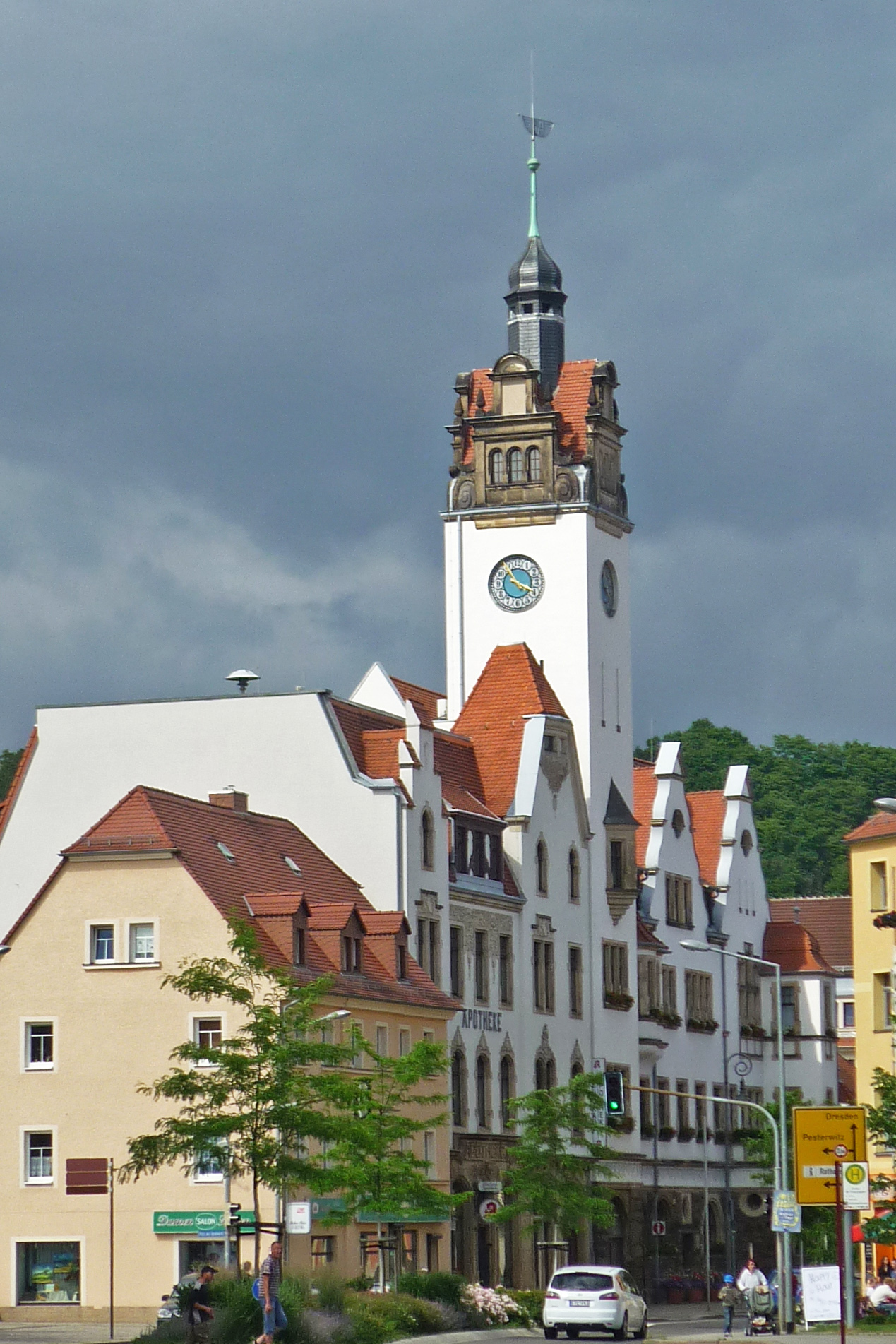
Ansicht vom Platz des Handwerks (2014)

Das Rathaus Potschappel an der Dresdner Straße ist der Rathausbau der ehemaligen Gemeinde Potschappel bei Dresden. Nach der Gründung Freitals wurde es Verwaltungsgebäude der Stadt und beherbergt seit den 1950er Jahren wesentliche Teile der Stadtverwaltung, etwa den Sitz des Oberbürgermeisters.

## Lage und Baubeschreibung

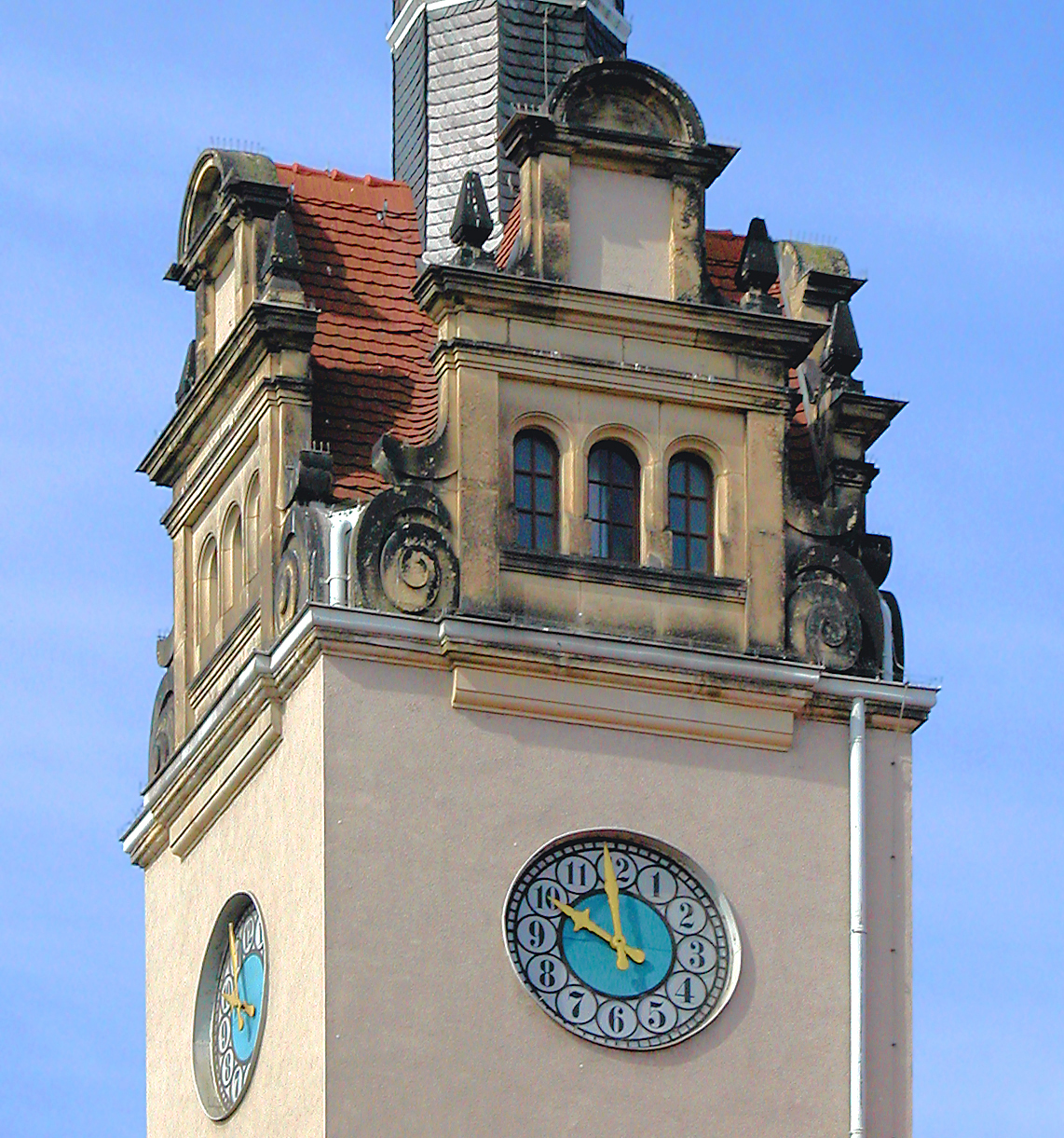
Rathausturm (2006)

Das Rathaus befindet sich zentral im Stadtteil Potschappel, direkt an der Hauptverkehrsader Dresdner Straße und in direkter Nachbarschaft zum Bahnhof Freital-Potschappel und dem davor gelegenen Platz des Handwerks. Der Komplex besteht aus zwei miteinander verbundenen und aufeinander abgestimmt gestalteten Gebäudeteilen (postalische Adressen Dresdner Straße 56 und 58) und einem rückwärtig zum Bahnhof hin gelegenen Nebengebäude. Das Rathaus ist in der Formensprache der Neorenaissance mit Dekorelementen des Jugendstils gestaltet und bezieht seine ortsbildprägende Wirkung vor allem aus dem 41 Meter hohen Uhrenturm an der Schnittstelle beider Teilgebäude.
Aufgrund ihrer architektonischen, städtebaulichen und ortshistorischen Bedeutung stehen die beiden Hauptgebäude sowie das Hintergebäude zum Bahnhof unter Denkmalschutz. Das Landesamt für Denkmalpflege Sachsen beschreibt das Rathaus im Denkmaltext zur Einordnung als Kulturdenkmal wie folgt: „über rustikalem Sockelgeschoss mit Thermenfenstern (Gaststätte) zwei verputzte Obergeschosse, darin gekuppelte Fenster mit gefasten Sandsteingewänden, Dachgeschoss mit drei Schweifgiebel-Dachhäusern, Rückseite mit Fachwerkelementen; zur Straße leicht vorstehender dominanter Turm mit Auslucht, Volutengiebeln, Uhr und Wetterfahne“.

## Geschichte
Der im Jahr 1206 erstmals erwähnte und bis Ende des 19. Jahrhunderts durch den regionalen Steinkohlenbergbau stetig gewachsene Ort Potschappel verfügte anders als der Nachbarort Deuben eingangs des neuen Jahrhunderts noch nicht über einen repräsentativen Sitz für die eigene Gemeindeverwaltung. Gerade um die Zeit der Jahrhundertwende verdoppelte sich die Einwohnerzahl Potschappels sprunghaft von etwa 4500 im Jahr 1890 auf fast 9000 im Jahr 1910, wodurch einerseits aus den umfangreicheren Verwaltungsaufgaben, andererseits aus dem geänderten Selbstverständnis der wachsenden Gemeinde das Erfordernis für einen repräsentativen Rathausneubau entstand. Unter der Leitung des Architekten Gustav Hänichen, der zuvor bereits Rathäuser in Radebeul, Leuben und Niedersedlitz entworfen hatte und später einen Wettbewerbsbeitrag für das Neue Dresdner Rathaus einreichte, entstand in den Jahren 1902/1903 bei Kosten von etwa 180.000 Mark unter Beteiligung örtlicher Betriebe das neue Rathaus der Gemeinde Potschappel.
Mit der Dresdner Straße wurde die zentrale Verkehrsader des Ortes als Standort ausgewählt. Auf dem vorgesehenen Bauplatz des Rathauses befanden sich Gebäude, die seit 1835 unter anderem eine Apotheke beherbergten, die zu den ältesten derartigen Einrichtungen der Region zählte. Die Gemeinde erwarb die Grundstücke für 5500 Mark von den Eigentümern, die danach die bis heute erhaltene „Glückauf-Apotheke“ im südlichen Gebäudeteil (heute Dresdner Straße 56) eröffneten. Dieser war bereits vor dem eigentlichen Rathaus fertiggestellt.
Am 12. Dezember 1903 wurde das Rathaus eingeweiht und seiner Nutzung übergeben. Von der regionalen Presse wurde die Raumaufteilung und der gute Lichteinfall in das Gebäude gelobt.
Als Rathaus Potschappels fungierte der Bau dann letztendlich nur knapp 18 Jahre, denn mit der Gründung Freitals aus dem Zusammenschluss der Gemeinden Potschappel, Deuben und Döhlen wurde zunächst das 1914/15 errichtete Döhlener Rathaus Verwaltungssitz der neuen Stadt. Dennoch verblieben sowohl in Deuben als auch am Standort Potschappel Teile der Stadtverwaltung, 1927 wurde er mit dem Anbau des Nebengebäudes noch erweitert. In Folge der Gebietsreform 1952 in der DDR zog die Verwaltung des neugeschaffenen Kreises Freital in das Rathaus Döhlen, sodass das Potschappler Rathaus nun wieder erster Verwaltungssitz der Stadt war.
In der Folge blieben das Gebäude und seine Nutzung größtenteils unverändert. Mehrere Instandsetzungen wurden durchgeführt, etwa 1964 am Turm; zwischen 1993 und 2018 wurde das Rathaus in mehreren Bauabschnitten grundlegend saniert und haustechnisch generalüberholt.

## Nutzung
Neben den Nutzungen durch die Gemeinde Potschappel und die „Glückauf-Apotheke“ waren zu Beginn auch die örtliche Polizeiwache sowie ein Ratskeller im Gebäude untergebracht.
Heute ist das Rathaus Potschappel Dienstsitz des Oberbürgermeisters sowie des Zweiten Bürgermeisters der Stadt Freital mit den ihnen zugeordneten Geschäftsbereichen. So haben in Potschappel etwa das Ordnungsamt sowie das Stadtbau- und Stadtplanungsamt ihren Sitz. Der Erste Bürgermeister sowie die ihm zugeordneten Dienststellen (etwa das  Hauptamt) haben ihren Standort jedoch im ehemaligen Rathaus Deuben. Auch der Stadtrat Freital tagt im Ratssaal des Potschappler Rathauses. Im Hintergebäude des Rathauses befindet sich das Stadtarchiv.
Im Jahr 2019 zogen mehrere Ämter sowie Büroräume für die Stadtratsfraktionen aus dem Rathaus in das benachbarte Empfangsgebäude des Bahnhofs, das zuvor zu einem Bürgerbüro umgebaut worden war.